# Satoshi Furukawa
Pour les articles homonymes, voir Furukawa.
Satoshi Furukawa (古川聡, Furukawa Satoshi), né le 4 avril 1964 à Yokohama, est un médecin et astronaute japonais.

## Biographie

### Carrière médicale
Satoshi Furukawa est diplômé de l'école secondaire Eiko de Kamakura, en 1983. Il obtient un doctorat en médecine de l'université de Tokyo en 1989 et un doctorat en philosophie en sciences médicales dans la même université en 2000.
De 1989 à 1999, Satoshi Furukawa travaille dans le département de chirurgie de l'université de Tokyo, ainsi que dans celui d'anesthésiologie de l'hôpital général de Tokyo, le département de chirurgie de l'hôpital central de la préfecture d'Ibaraki et à l'hôpital Sakuragaoka.

### Carrière scientifique
En février 1999, Satoshi Furukawa est sélectionné par l'Agence nationale de développement spatial du Japon (NASDA) comme l'un des trois candidats astronautes japonais pour la Station spatiale internationale (ISS). Il commence le programme de formation des astronautes de l'ISS en avril 1999 et est certifié comme un astronaute en janvier 2001.
À partir d'avril 2001, il participe à la formation avancée de l'ISS, ainsi qu'au développement du matériel et du fonctionnement de l'expérience japonaise module Kibo.
En mai 2004, il complète son entrainement sur le programme Soyouz-TMA comme ingénieur de formation au vol dans le Centre d'entraînement des cosmonautes Youri-Gagarine en Russie.
En février 2006, il complète sa formation de candidat astronaute à la NASA en suivant des exposés scientifiques et techniques, un enseignement intensif sur la navette et la station spatiale internationale, ainsi que la formation physiologique, la formation de vol sur T-38 et la formation de survie en milieu sauvage et dans le milieu aquatique. La réalisation de cette formation initiale permet d'être qualifié pour diverses missions techniques au sein du bureau des astronautes de la NASA et l'affectation pour vol en tant que spécialiste de mission sur la navette spatiale.
En août 2007, Furukawa sert comme aquanaute lors de la mission du projet NEEMO 13, une mission de recherche et d'exploration qui se tient au sein de la National Oceanic and Atmospheric Administration dans le bassin Aquarius, le laboratoire de recherche sous-marine.
Furukawa est affecté comme ingénieur de vol de la Station spatiale internationale dans la mission de longue durée « Expédition 28 / 29 ». Le vaisseau spatial Soyouz TMA-02M transportant Furukawa, le cosmonaute Sergueï Volkov et l'astronaute de la NASA Michael E. Fossum décolle du cosmodrome de Baïkonour le 7 juin 2011. Avec le même équipage, Soyouz TMA-02M se détache de l'ISS à  23 h 0 GMT le 21 novembre 2011 et le vaisseau spatial s'est posé sans encombre et en douceur dans le Kazakhstan à 02h26 GMT le 22 novembre.
En 2013, Furukawa participe à l'entraînement CAVES de l'Agence spatiale européenne dans des grottes de Sardaigne, aux côtés de Jeremy Hansen, Michael Barratt, Jack Fisher, Alekseï Ovtchinine et Paolo Nespoli.
De 2014 à 2021, il est à la tête du groupe de recherche biomédicale spatiale de la JAXA.
Le 25 novembre 2022, l'Agence japonaise d'exploration aérospatiale annonce que Satoshi Furukawa a commis des actes inappropriés dont la réécriture et la fabrication de données dans le cadre d'une expérience de médecine spatiale. Celle-ci, qui à eu lieu entre 2016 et 2017, avait pour but de faire passer deux semaines à des gens ordinaires dans un environnement clos qui imite la vie dans l'espace.
Le 24 mai 2023, l'agence spatiale japonaise annonce sa nomination sur le vol SpaceX Crew-7 qui est lancé le 26 août suivant et rejoint la Station spatiale internationale sur laquelle il participe aux expéditions 69 et 70.

## Vie privée
Il aime le baseball, le bowling, la musique et les voyages. Il est marié et a deux enfants.

## Honneurs
- (14927) Satoshi est un astéroïde nommé en son honneur.